# Cissé Mariam Kaïdama Sidibé
Cissé Mariam Kaïdama Sidibé (* 4. Januar 1948 in Timbuktu; † 6. November 2021 in Tunesien) war eine malische Politikerin. Sie war vom 3. April 2011 bis zum 21. März 2012 erste weibliche Regierungschefin ihres Landes.

## Leben
Sidibé war seit dem 3. April 2011 als Nachfolgerin von Modibo Sidibé Premierministerin von Mali. Am 21. März 2012 wurde die Regierung durch einen Militärputsch gestürzt. Die Putschisten setzten zugleich die Verfassung außer Kraft, annullierten die für April angesetzte Präsidentschaftswahl und erklärten alle bisherigen staatlichen Institutionen für aufgelöst.

## Familie
Sidibé war verheiratet und hatte vier Kinder.